# Saint-Agil
Saint-Agil est une commune historique du Loir-et-Cher (région Centre-Val de Loire), reléguée au statut de commune déléguée depuis 2018 et la fusion administrative avec les communes voisines d'Arville, Oigny, Souday et Saint-Avit afin de créer la commune nouvelle de Couëtron-au-Perche, dont le chef-lieu se trouve à Souday.

## Géographie

### Localisation
Saint-Agil est situé dans la région du Perche (région naturelle).
Pour une localisation au niveau départemental, elle se trouve à l’extrême nord du Loir-et-Cher. Ainsi, Souday, sépare à l'ouest Saint-Agil de la Sarthe et au nord, (Oigny et Saint-Avit) la séparent du département d'Eure-et-Loir.

### Géologie et relief
Saint-Agil se situe dans un environnement de plateau d'argile à silex, légèrement vallonné dans la région naturelle du Perche.

## Politique et administration

### Liste des maires
| Période                                  | Période       | Identité         | Étiquette | Qualité |
| ---------------------------------------- | ------------- | ---------------- | --------- | ------- |
| Les données manquantes sont à compléter. |               |                  |           |         |
| mars 2001                                | mars 2014     | Jean Roncier     | SE        |         |
| mars 2014                                | décembre 2017 | Olivier Roulleau |           |         |

Depuis 2018 et la création de Couëtron-au-Perche, le maire élu à Saint-Agil est maire délégué au maire de la commune nouvelle.
| Période                                  | Période  | Identité         | Étiquette | Qualité                                                      |
| ---------------------------------------- | -------- | ---------------- | --------- | ------------------------------------------------------------ |
| Les données manquantes sont à compléter. |          |                  |           |                                                              |
| janvier 2018                             | en cours | Olivier Roulleau |           | Reconduit jusqu'aux élections suivantes, puis réélu en 2020. |

## Population et société

### Démographie
L'évolution du nombre d'habitants est connue à travers les recensements de la population effectués dans la commune depuis 1793. Pour les communes de moins de 10 000 habitants, une enquête de recensement portant sur toute la population est réalisée tous les cinq ans, les populations de référence des années intermédiaires étant quant à elles estimées par interpolation ou extrapolation. Pour la commune, le premier recensement exhaustif entrant dans le cadre du nouveau dispositif a été réalisé en 2005.

En 2015, la commune comptait 270 habitants, en évolution de −1,46 % par rapport à 2009 (Loir-et-Cher : −1,15 %, France hors Mayotte : +2,11 %).
| 1793 | 1800 | 1806 | 1821 | 1831 | 1836 | 1841 | 1846 | 1851 |
| ---- | ---- | ---- | ---- | ---- | ---- | ---- | ---- | ---- |
| 655  | 531  | 619  | 673  | 671  | 665  | 680  | 645  | 675  |

| 1856 | 1861 | 1866 | 1872 | 1876 | 1881 | 1886 | 1891 | 1896 |
| ---- | ---- | ---- | ---- | ---- | ---- | ---- | ---- | ---- |
| 705  | 675  | 665  | 642  | 613  | 600  | 570  | 566  | 618  |

| 1901 | 1906 | 1911 | 1921 | 1926 | 1931 | 1936 | 1946 | 1954 |
| ---- | ---- | ---- | ---- | ---- | ---- | ---- | ---- | ---- |
| 646  | 628  | 623  | 585  | 547  | 528  | 531  | 527  | 492  |

| 1962 | 1968 | 1975 | 1982 | 1990 | 1999 | 2005 | 2006 | 2010 |
| ---- | ---- | ---- | ---- | ---- | ---- | ---- | ---- | ---- |
| 403  | 379  | 340  | 282  | 274  | 258  | 284  | 287  | 273  |

| 2015 | - | - | - | - | - | - | - | - |
| ---- | - | - | - | - | - | - | - | - |
| 270  | - | - | - | - | - | - | - | - |

### Pyramide des âges en 2007
| Hommes | Classe d’âge | Femmes |
| ------ | ------------ | ------ |
| 0,7    | 90 ans ou +  | 0,7    |
| 12,1   | 75 à 89 ans  | 14,0   |
| 18,4   | 60 à 74 ans  | 21,7   |
| 21,3   | 45 à 59 ans  | 16,8   |
| 17,0   | 30 à 44 ans  | 16,8   |
| 19,1   | 15 à 29 ans  | 11,8   |
| 11,4   | 0 à 14 ans   | 18,2   |

| Hommes | Classe d’âge | Femmes |
| ------ | ------------ | ------ |
| 0,6    | 90 ans ou +  | 1,6    |
| 8,3    | 75 à 89 ans  | 11,5   |
| 14,8   | 60 à 74 ans  | 15,7   |
| 21,4   | 45 à 59 ans  | 20,6   |
| 20,3   | 30 à 44 ans  | 19,2   |
| 16,2   | 15 à 29 ans  | 14,7   |
| 18,5   | 0 à 14 ans   | 16,7   |

La population est relativement âgée. Le taux de personnes d'un âge supérieur à 60 ans (33,8 %) est en effet supérieur au taux national (21,6 %) et au taux départemental (26,3 %).
À l'instar des répartitions nationale et départementale, la population féminine est supérieure à la population masculine. Le taux (50,3 %) est du même ordre de grandeur que le taux national (51,6 %).
La répartition de la population par tranches d'âge est, en 2007, la suivante :
- 49,7 % d’hommes (0 à 14 ans = 11,4 %, 15 à 29 ans = 19,1 %, 30 à 44 ans = 17 %, 45 à 59 ans = 21,3 %, plus de 60 ans = 31,2 %) ;
- 50,3 % de femmes (0 à 14 ans = 18,2 %, 15 à 29 ans = 11,8 %, 30 à 44 ans = 16,8 %, 45 à 59 ans = 16,8 %, plus de 60 ans = 36,4 %).

## Culture locale et patrimoine

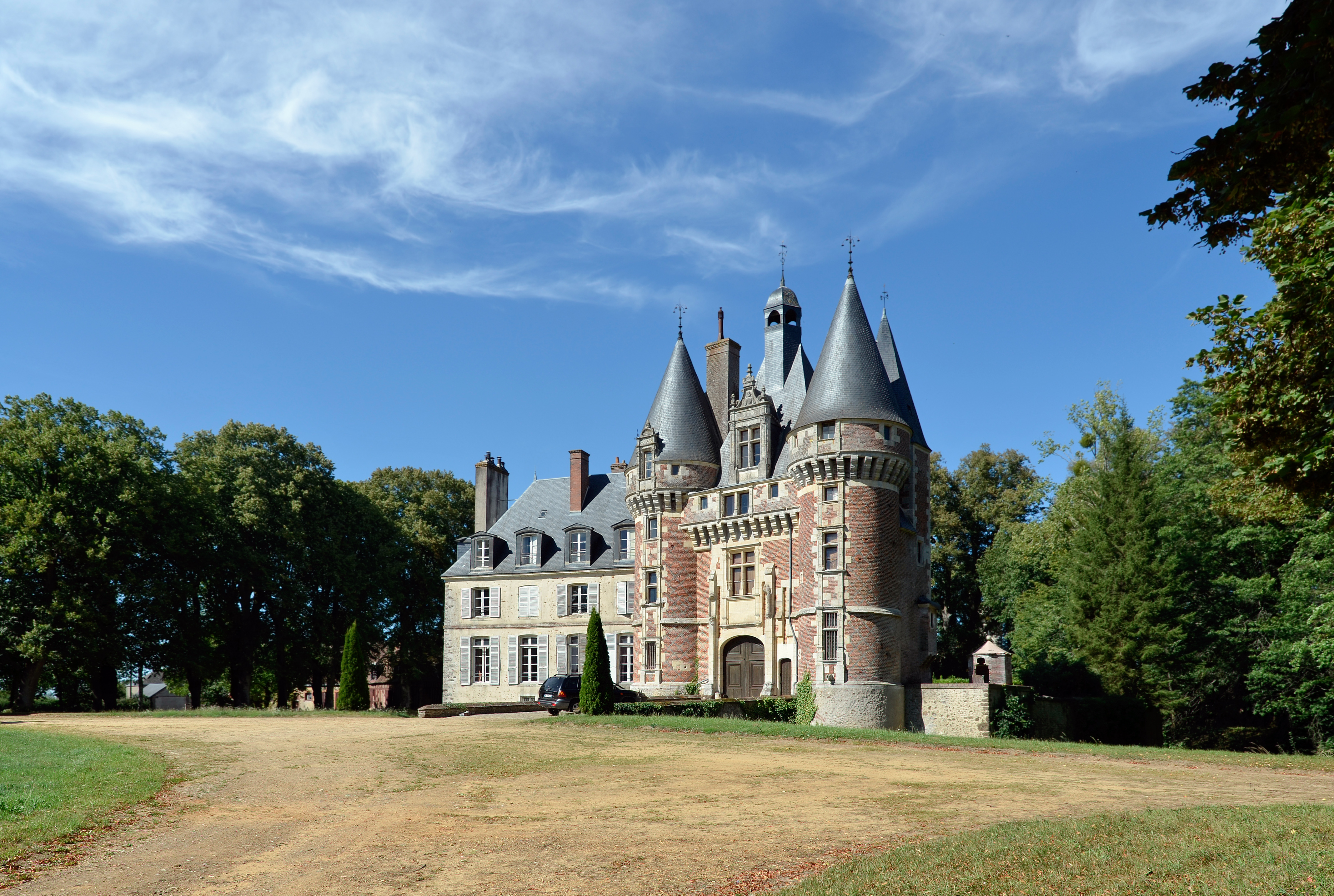
Le château de Saint-Agil.

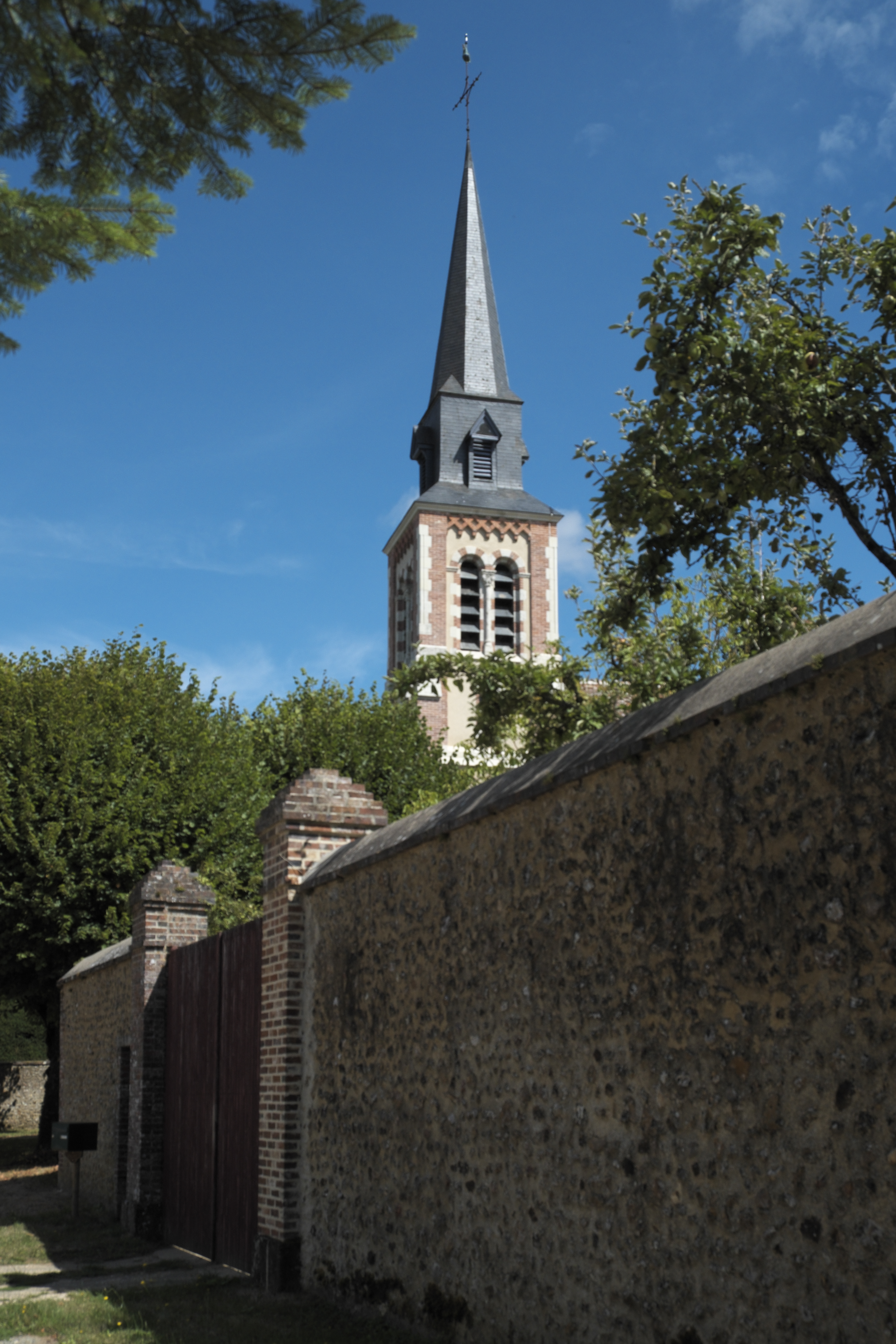
L'église Saint-Agil et Saint-Fiacre.

### Lieux et monuments
- Église Saint-Agil et Saint-Fiacre. XIIe s. XVIe s. 1886.

Verrière no 2. Vers 1547.
Composition. 2 lancettes trilobées ; tympan à 5 ajours. Hauteur : 2,10 m ; largeur : 1,60 m.
Lancettes.
Soubassement. Motifs décoratifs XIXe s.
Au-dessus. Dans des encadrements d’architecture. À gauche : saint Agil, très restauré. À droite : saint Fiacre, XXe s.
Bordure et têtes de lancettes. Motifs décoratifs en grisaille et jaune d’argent : dauphins, masques-feuilles, motifs floraux, vases.
Tympan. Soufflet et 2 écoinçons : Dieu le Père et 2 anges, XXe s. ; 2 mouchettes supérieures : 2 anges portent la croix, même carton ; fragments XVIe s.
Verrière no 4. Vers 1547. XVIIe s.
Composition. 2 lancettes trilobées à 2 registres ; tympan à 3 ajours. Hauteur : 2,10 m ; largeur :1,60 m.
Registre inférieur. Adoration des Bergers ; panneau de gauche XXe s.
Registre supérieur. Nativité. Inscription sur la robe de saint Joseph.
Tympan. Soufflet : Adoration des Rois Mages ; 2 écoinçons : têtes d’anges.
Les têtes de la Vierge Marie, de saint Joseph et d’un berger sont des restaurations XVIIe s.
Verrière no 6. XVIe s. 1901.
Composition. 2 lancettes trilobées à 2 registres ; tympan à ajours. Hauteur : 2,10 m ; largeur : 1,60 m.
Lancettes. Œuvre de Jean Paul Florence, de Tours, 1901.
Registre inférieur. Sainte Famille dans l’atelier de Joseph.
Registre supérieur. Jésus Christ parmi les docteurs.
Tympan. Soufflet et 2 écoinçons : Agneau pascal et 2 anges, XXe s. 2 mouchettes : 2 anges musiciens, même carton, XVIe s.
Quelques restaurations.
Les verrières 2 et 4 sont classées parmi les Monuments Historiques : arrêté du 1905. La verrière no 6 est classée parmi les Monuments Historiques : arrêté du 1976.
- Château de Saint-Agil.

Le château de Saint-Agil est inscrit sur l’Inventaire supplémentaire des Monuments Historiques : arrêté du 13 février 1926.

### Héraldique
|  | Les armoiries de Saint-Agil se blasonnent ainsi : D'argent au château couvert de gueules, maçonné et girouetté de sable, ouvert et ajouré du champ, à la bordure de sable chargée de six besants du champ. Création J.P Fernon (1994) |